# 中華民國無形文化資產保存技術及保存者類
中華民國無形文化資產保存技術及保存者類，為中華民國文化部依據「文化資產保存法」
指進行文化資產保存及修復工作不可或缺，且必須加以保護需要之傳統技術；其保存者，指保存技術之擁有、精通且能正確體現者。
直轄市、縣（市）主管機關得就已列冊之文化資產保存技術，擇其必要且需保護者，審查登錄為文化資產保存技術，辦理公告，並報中央主管機關備查。
主管機關應對登錄之保存技術及其保存者，進行技術保存及傳習，並活用該項技術於文化資產保存修護工作。
前項保存技術之保存、傳習、活用與其保存者之技術應用、人才養成及輔助辦法，由中央主管機關定之。

## 保存技術及保存者
| 保存技術                               | 保存者                      | 所在地 | 級別 文資分類 技術種類                                             | 公告日期   | 參考                   |
| -------------------------------------- | --------------------------- | ------ | ------------------------------------------------------------------ | ---------- | ---------------------- |
| 交趾陶保存修復技術                     | 林洸沂                      | 嘉義縣 | 重要保存技術及保存者                                               | 2010/05/27 | （页面存档备份，存于） |
| 石滬修造技術                           | 澎湖海洋文化協會 吉貝保滬隊 | 澎湖縣 | 重要保存技術及保存者                                               | 2010/06/30 | （页面存档备份，存于） |
| 剪黏泥塑技術                           | 王保原 （2021年2月過世）    | 臺南市 | 重要保存技術及保存者                                               | 2011/05/26 | （页面存档备份，存于） |
| 古典布袋戲偶衣飾盔帽 道具製作技術      | 陳錫煌                      | 臺北市 | 重要保存技術及保存者                                               | 2011/05/26 | （页面存档备份，存于） |
| 鑿花技術                               | 李秉圭                      | 彰化縣 | 重要保存技術及保存者                                               | 2013/01/21 | （页面存档备份，存于） |
| 傳統彩繪技術                           | 黃友謙                      | 澎湖縣 | 重要保存技術及保存者                                               | 2013/01/21 | （页面存档备份，存于） |
| 大木作技術                             | 許漢珍                      | 臺南市 | 重要保存技術及保存者                                               | 2014/10/14 | （页面存档备份，存于） |
| 大木作技術                             | 梁紹英                      | 屏東縣 | 重要保存技術及保存者                                               | 2016/04/01 | （页面存档备份，存于） |
| 土水修造技術 (瓦作)                    | 莊西勢                      | 金門縣 | 重要保存技術及保存者                                               | 2016/04/01 | （页面存档备份，存于） |
| 土水修造技術 (瓦作)                    | 傅明光                      | 新竹縣 | 重要保存技術及保存者                                               | 2016/04/01 | （页面存档备份，存于） |
| 土水修造技術 (瓦作)                    | 廖文蜜                      | 桃園市 | 重要保存技術及保存者                                               | 2016/04/01 | （页面存档备份，存于） |
| 大木作技術                             | 翁水千                      | 金門縣 | 重要保存技術及保存者                                               | 2016/04/01 | （页面存档备份，存于） |
| 小木作技術                             | 蘇純亮                      | 雲林縣 | 保存技術及保存者                                                   | 2017/08/18 | （页面存档备份，存于） |
| 鑿花技術                               | 張旭輝                      | 雲林縣 | 保存技術及保存者                                                   | 2017/08/18 | （页面存档备份，存于） |
| 剪黏技術                               | 呂興貴                      | 臺南市 | 保存技術及保存者                                                   | 2017/10/12 | （页面存档备份，存于） |
| 藝閣                                   | 顏三泰                      | 雲林縣 | 保存技術及保存者                                                   | 2018/02/26 | （页面存档备份，存于） |
| 東港迎王平安祭典- 實木王船船帆製作技術 | 蔡文化                      | 屏東縣 | 保存技術及保存者                                                   | 2018/05/14 | （页面存档备份，存于） |
| 東港迎王平安祭典- 實木王船船帆製作技術 | 蔡財安                      | 屏東縣 | 保存技術及保存者                                                   | 2018/05/14 | （页面存档备份，存于） |
| 哨角技術製作                           | 魏幼謙(歿)                  | 雲林縣 | 保存技術及保存者                                                   | 2018/10/23 |                        |
| 泥作技術                               | 林坤龍                      | 雲林縣 | 保存技術及保存者                                                   | 2018/10/23 |                        |
| 傳統家具製作及修復技術                 | 王肇楠、王肇鉌              | 雲林縣 | 保存技術及保存者                                                   | 2018/12/22 |                        |
| 傳統土埆拱窯技術                       | 林瑞華                      | 苗栗縣 | 保存技術及保存者                                                   | 2019/03/12 |                        |
| 木作王船技術                           | 林良太                      | 高雄市 | 保存技術及保存者                                                   | 2019/04/30 | （页面存档备份，存于） |
| 土水修造技術                           | 蘇清良                      | 高雄市 | 保存技術及保存者                                                   | 2019/04/30 | （页面存档备份，存于） |
| 客家獅頭製作                           | 張健銨                      | 新竹縣 | 保存技術及保存者                                                   | 2019/08/16 |                        |
| 彬司匠派大木作技術                     | 陳朝洋                      | 新北市 | 保存技術及保存者                                                   | 2019/09/25 | （页面存档备份，存于） |
| 龍獅製作技術                           | 吳登興                      | 雲林縣 | 保存技術及保存者                                                   | 2019/11/21 |                        |
| 大木作技術                             | 劉鴻林                      | 雲林縣 | 保存技術及保存者                                                   | 2019/11/25 |                        |
| 燈籠工藝                               | 林聰賢                      | 雲林縣 | 保存技術及保存者                                                   | 2019/11/25 |                        |
| 毛筆製作                               | 陳景聰                      | 臺中市 | 保存技術及保存者                                                   | 2020/01/30 | （页面存档备份，存于） |
| 細木作-傳統家具修復                    | 張春能、李建章              | 南投縣 | 保存技術及保存者                                                   | 2020/02/21 | （页面存档备份，存于） |
| 傳統蛇窯修造技術                       | 林國隆                      | 南投縣 | 保存技術及保存者                                                   | 2020/02/26 | （页面存档备份，存于） |
| 傳統柴燒技法                           | 林清河                      | 南投縣 | 保存技術及保存者                                                   | 2020/02/26 | （页面存档备份，存于） |
| 剪黏                                   | 陳篡地 （2020年底過世）     | 彰化縣 | 保存技術及保存者                                                   | 2020/06/02 | （页面存档备份，存于） |
| 大木作                                 | 黃平山                      | 彰化縣 | 保存技術及保存者                                                   | 2020/06/04 | （页面存档备份，存于） |
| 鑿花製作                               | 蔡楊吉                      | 新竹市 | 保存技術及保存者 古蹟、歷史建築、傳統工藝、古物 傳統技術、修復技術 | 2020/09/14 |                        |
| 皮影戲偶製作技術                       | 張榑國                      | 高雄市 | 保存技術及保存者 傳統表演藝術 製作技術                             | 2020/10/16 | （页面存档备份，存于） |
| 大木作                                 | 吳權坤                      | 臺南市 | 保存技術及保存者 古蹟、歷史建築、聚落建築群、紀念建築 修復技術     | 2020/10/28 |                        |
| 大木作                                 | 陳天平                      | 臺南市 | 保存技術及保存者 古蹟、歷史建築、聚落建築群、紀念建築 修復技術     | 2020/10/29 |                        |
| 泥作                                   | 呂新義                      | 臺南市 | 保存技術及保存者 古蹟、歷史建築、聚落建築群、紀念建築 修復技術     | 2020/10/29 | （页面存档备份，存于） |
| 剪黏泥塑                               | 王武雄                      | 臺南市 | 保存技術及保存者 古蹟、歷史建築、聚落建築群、紀念建築 修復技術     | 2020/10/29 |                        |
| 王船建造與修復                         | 陳金龍                      | 臺南市 | 保存技術及保存者 傳統工藝、民俗、古物 傳統技術                     | 2020/10/29 |                        |
| 紙質文物保存維護技術                   | 葉竑毅                      | 新北市 | 保存技術及保存者 古物 傳統技術、修復技術                           | 2020/12/21 |                        |
| 神像修復(木雕、泥塑)                   | 林新發                      | 彰化縣 | 保存技術及保存者                                                   | 2021/02/24 |                        |
| 製鼓技術                               | 王錫坤                      | 新北市 | 重要保存技術及保存者 傳統工藝 傳統技術、修復技術                   | 2021/03/11 | （页面存档备份，存于） |
| 神像修復                               | 金明偉                      | 新北市 | 保存技術及保存者                                                   | 2021/11/22 |                        |
| 傳統蛇窯修造技術                       | 林清河                      | 南投縣 | 保存技術及保存者                                                   | 2022/01/19 |                        |
| 北港進香起火坩                         | 財團法人北港朝天宮          | 雲林縣 | 保存技術及保存者                                                   | 2022/01/21 |                        |
| 製鑼技術                               | 林烈旗、林烈輝              | 宜蘭縣 | 保存技術及保存者                                                   | 2022/05/12 |                        |
| 大木作技術                             | 林山田                      | 雲林縣 | 保存技術及保存者                                                   | 2025/04/08 |                        |

## 外部連結
- 文化部文化資產局 （页面存档备份，存于）
- 國家文化資產-保存技術及保存者（页面存档备份，存于）